# Riviera dei Tramonti
La Riviera dei Tramonti è il tratto tirrenico della provincia di Catanzaro in Calabria, lungo circa 25 km, comprendente la porzione di area istmica che si delinea da Curinga in direzione Sud, a Nocera Terinese in direzione Nord includendo l'entroterra fino alle pendici dei monti presilani del Reventino e dei massicci del Monte Contessa e del Monte Mancuso, e che include i comuni di Conflenti, Curinga, Decollatura, Falerna, Feroleto Antico, Gizzeria, Jacurso, Lamezia Terme, Maida, Martirano, Martirano Lombardo, Motta Santa Lucia, Nocera Terinese, Pianopoli, Platania, San Mango d'Aquino, San Pietro a Maida, Serrastretta e Soveria Mannelli.
In Riviera dei Tramonti ogni sera, durante tutto l'anno, si assiste ad un tramonto che enfatizza i luoghi e scompare nel Golfo di Sant'Eufemia, nel Mar Tirreno. Dalla Riviera dei Tramonti si osserva, in determinate condizioni, il tramonto dietro il vulcano di Stromboli, una delle Isole Eolie che si stagliano insieme all'Etna sullo sfondo dell'orizzonte.
Il territorio, tra il fiume Amato a Sud ed il fiume Savuto a Nord, è denso di biodiversità e di itinerari, è caratterizzato da variegati elementi naturalistici, da paesaggi marini e montani, da un cospicuo patrimonio identificabile per carico di storia, arte, cultura, architettura, archeologia, saperi, tradizioni, memoria storica ed enogastronomia, con il peculiare elemento distintivo del tramonto che propone quotidianamente soggettive viste panoramiche.
La Riviera dei Tramonti è parte dell'istmo dei due mari Tirreno e Jonio, comprende anche la storica Costa dei Feaci.
Tutti i comuni della Riviera dei Tramonti sono legati alle vicende storiche del Golfo di Sant'Eufemia e della omonima Piana di Sant'Eufemia, riguardanti l'antica conformazione dell'area istmica, le complesse trattazioni circa l'identificazione delle città di Terina, di Temesa e delle Aquae Angae della Tabula peutingeriana, e circa l'etimologia dei toponimi connessi a ritrovamenti archeologici e ad elementi topografici propri dei luoghi rivieraschi.
Si accede in aereo dall'Aeroporto di Lamezia Terme, in treno dalla stazione ferroviaria di Lamezia Terme ed in auto dalle uscite autostradali dell'Autostrada del Mediterraneo di San Mango d'Aquino, di Falerna, di Lamezia Terme e di Pizzo Calabro.
Si può raggiungere la Riviera dei Tramonti anche via mare tramite il porto di Vibo Valentia, e i porticcioli turistici di Tropea e Amantea.

## Storia
Riviera dei Tramonti nasce su iniziativa dell'Associazione di Promozione Sociale Riviera dei Tramonti, fautrice dell'identificazione di porzione del tratto tirrenico catanzarese quale Riviera dei Tramonti presso la Provincia di Catanzaro, che ne ha deliberato il riconoscimento con protocollo n. 29299 il 17/09/2018; anche il Gal dei Due Mari ha riconosciuto la denominazione turistica ed ha aderito all'APS Riviera dei Tramonti. L'Associazione di Promozione Sociale Riviera dei Tramonti è, inoltre, promotrice dell'iter di costituzione del Distretto Turistico Regionale Riviera dei Tramonti, ai sensi della Legge Regionale n. 2/2019, al fine di integrare le singole risorse in prodotti turistici fruibili, accessibili e sostenibili ed ottenere uno sviluppo turistico di qualità dei luoghi.

### Tutela patrimonio naturale
I Comuni che hanno avviato il percorso di costituzione del Distretto e la Camera di Commercio di Catanzaro, hanno sottoscritto il Codice Etico Salvaguardia Spiagge, Mare e Monti, redatto dall'APS Riviera dei Tramonti, al fine di rendere coerenti le proprie progettualità con le politiche di sostenibilità energetica e ambientale. La Riviera dei Tramonti valorizza e promuove il proprio territorio, ed il suo patrimonio naturale, culturale, architettonico, archeologico, nel rispetto dei principi del turismo responsabile.

## Turismo

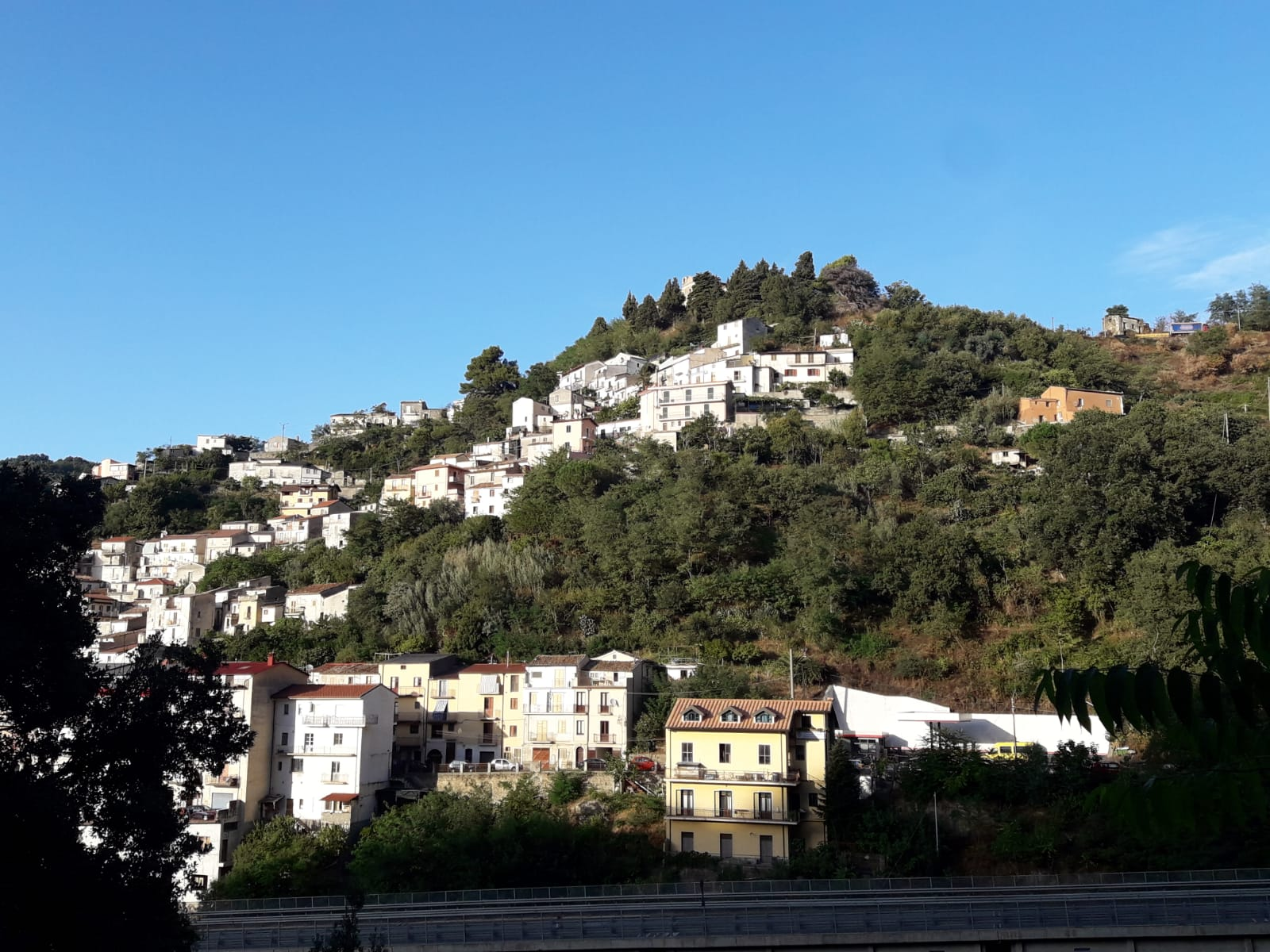
Nocera Terinese

La Riviera dei Tramonti è una importante realtà turistica regionale, caratterizzata da:
- Hotel e ricezione turistica, aree congressuali, aree camper, locali, discoteche, pub, ristoranti, trattorie, gelaterie, attività produttive, strutture balneari, Terme di Caronte,
- Servizi: diversamente abili, bambini, animali,
- Sicurezza in base alle vigenti normative,
- Patrimonio naturale,
- Patrimonio architettonico e archeologico: castelli, abbazie, terme romane, fari, torri costiere, antichi conventi e monasteri, borghi, musei, scavi archeologici,
- Itinerari turistici,
- Cultura,
- Spiagge e Montagne,
- Divertimento e Movida,
- Relax e Sport: kite surf, vela, beach volley, ciclismo, parapendio,
- Eventi: manifestazioni, feste, fiere, sagre, concerti, mercati,
- Enogastronomia,
- Shopping,
- Agenzie viaggio,
- Artigianato, Saperi e Tradizioni.

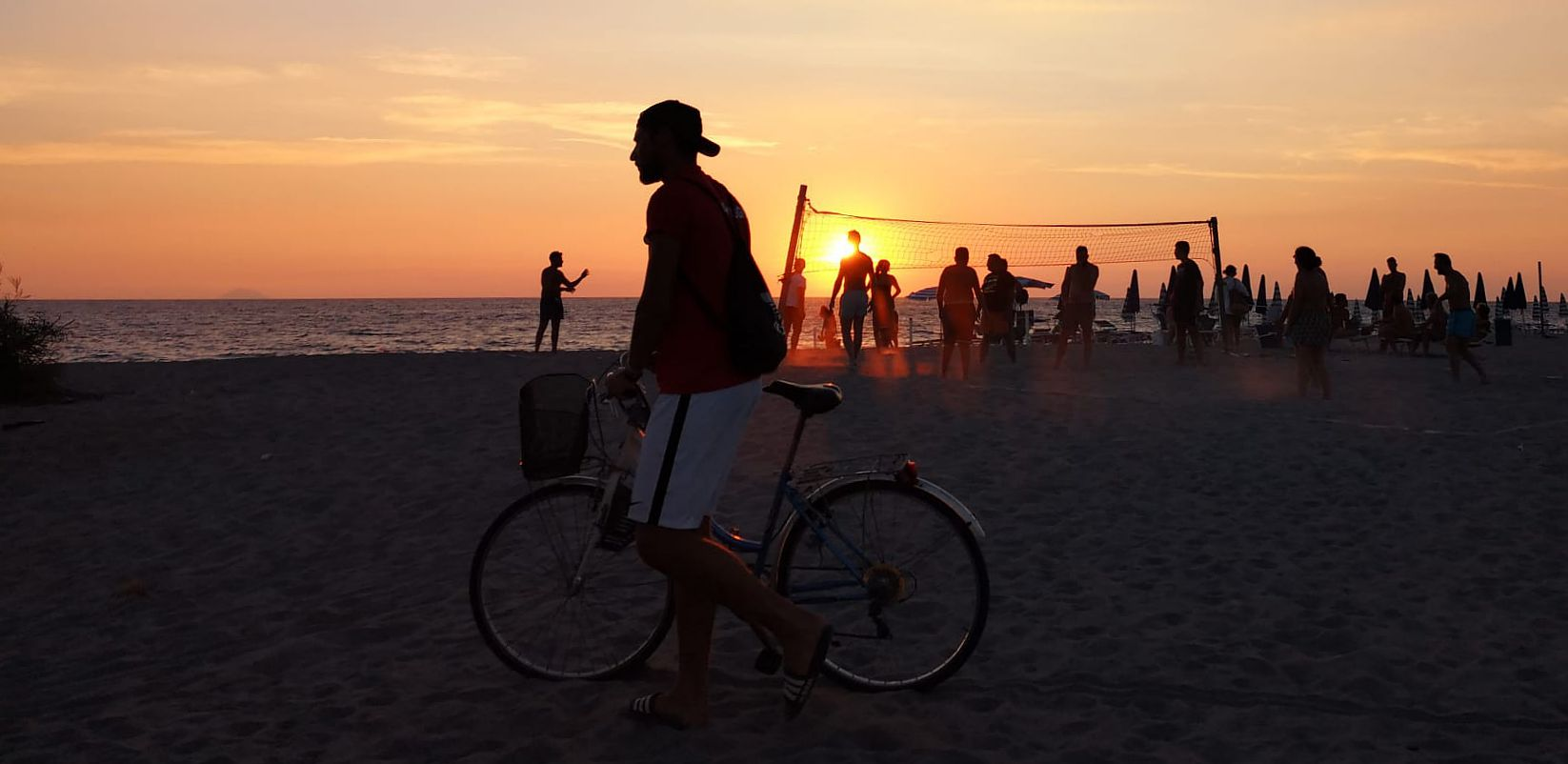
Tramonto in Riviera. Beach volley

Alcuni eventi nei territori della Riviera dei Tramonti:
- il rito dei Vattienti di Nocera Terinese in settimana Santa, le processioni del Venerdì Santo ed il Carnevale di Lamezia Terme, di Curinga, di Falerna, di Gizzeria, di San Pietro a Maida, la Fiera Agricola[34] a Lamezia Terme.

- le feste di San Biagio, di Sant'Antonio da Padova, di San Francesco di Paola e dei Santi Pietro e Paolo a Lamezia Terme, di San Nicola a San Pietro a Maida, di San Giovanni Battista a Gizzeria e a Nocera Terinese, di San Francesco di Paola a Falerna, di San Michele Arcangelo a Platania, la festa della Madonna della Salvazione a Jacurso e le feste patronali in tutti i Comuni.

Dalla Riviera dei Tramonti si raggiungono facilmente Soverato, la Valle del Savuto, Carlopoli, Isola Capo Rizzuto, Le Castella, Tropea, Capo Vaticano, la Sila, Serra San Bruno, il Lago Ampollino, il Lago Arvo, Scilla, Cosenza, Reggio Calabria, la Sicilia e le isole Eolie.

## Clima
Il clima mediterraneo caratterizza i luoghi da aprile ad ottobre, anche l'inverno è mite e permette di passeggiare e fare escursioni.

## Galleria d'immagini

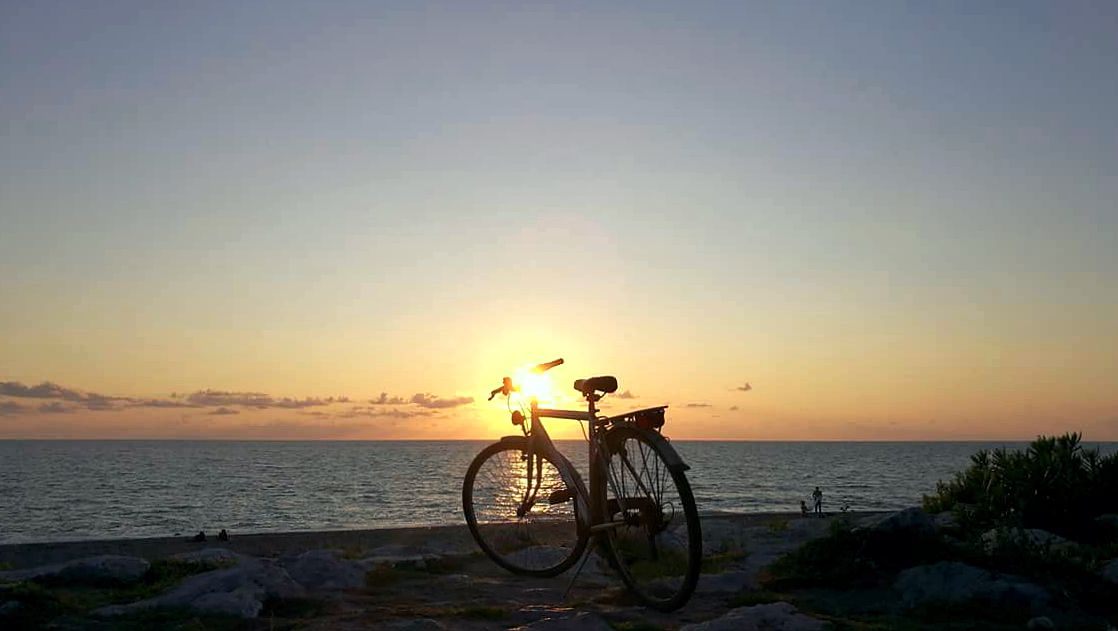
Tramonto in Riviera a Falerna. Golfo di S. Eufemia
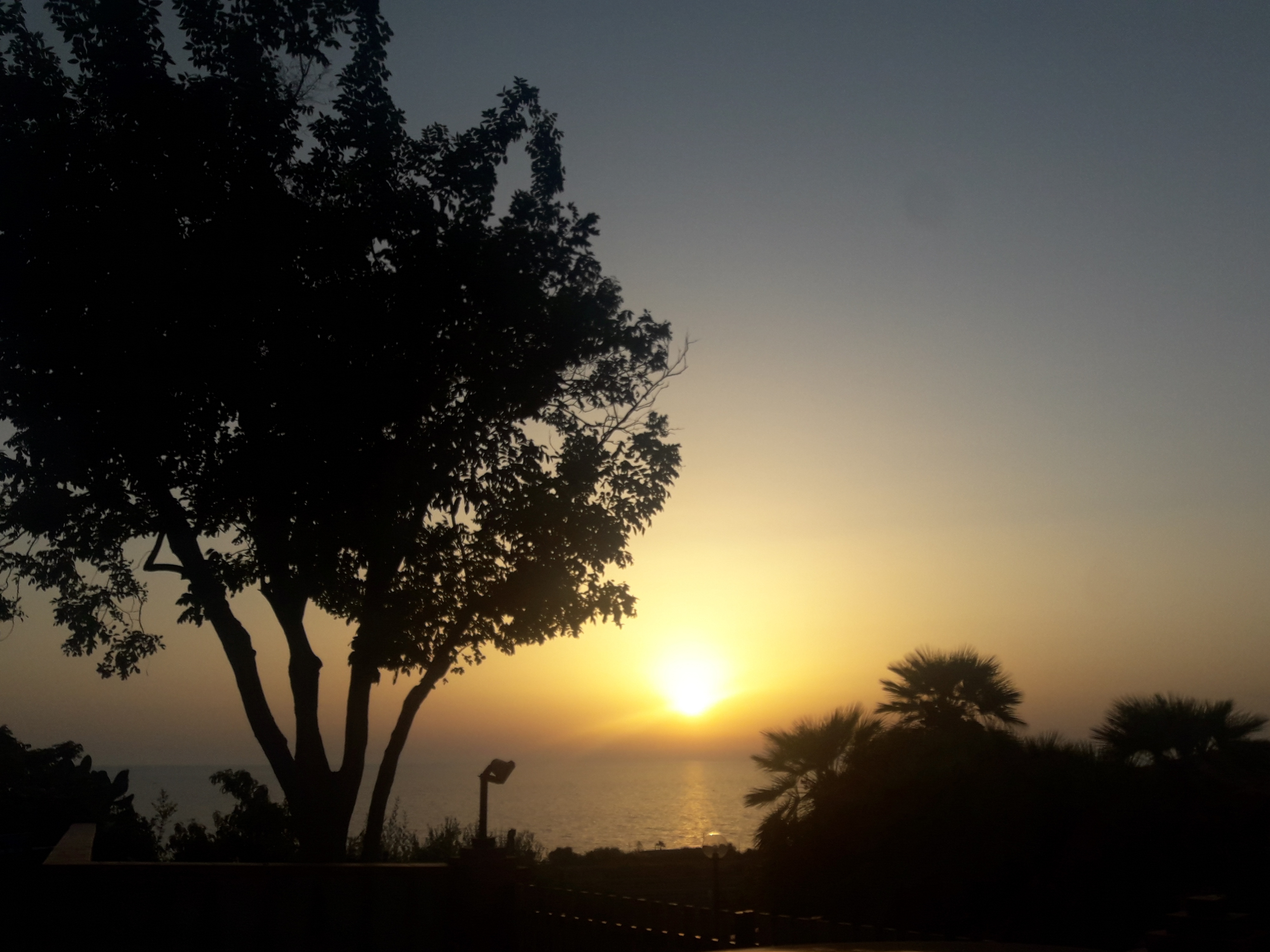
Golfo S. Eufemia
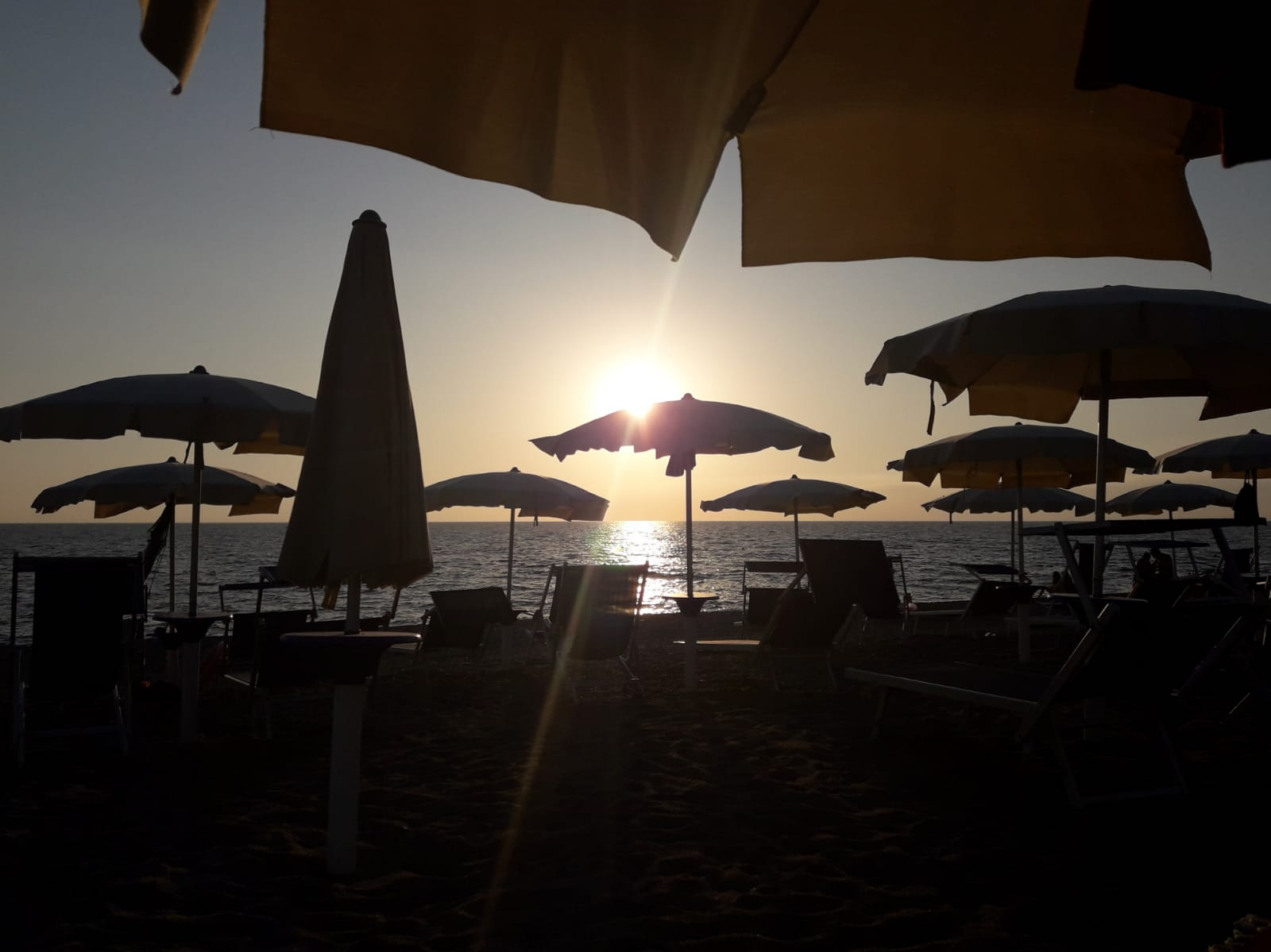
Spiaggia tra i comuni di Gizzeria e Falerna. Tramonto sul Golfo di S. Eufemia.
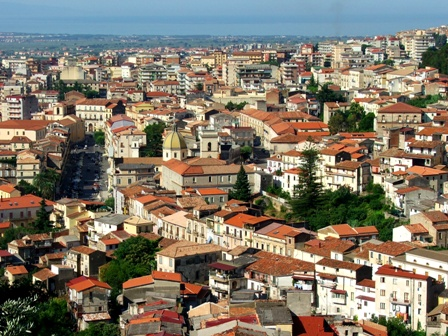
Lamezia Terme. Panorama sul Golfo di S. Eufemia
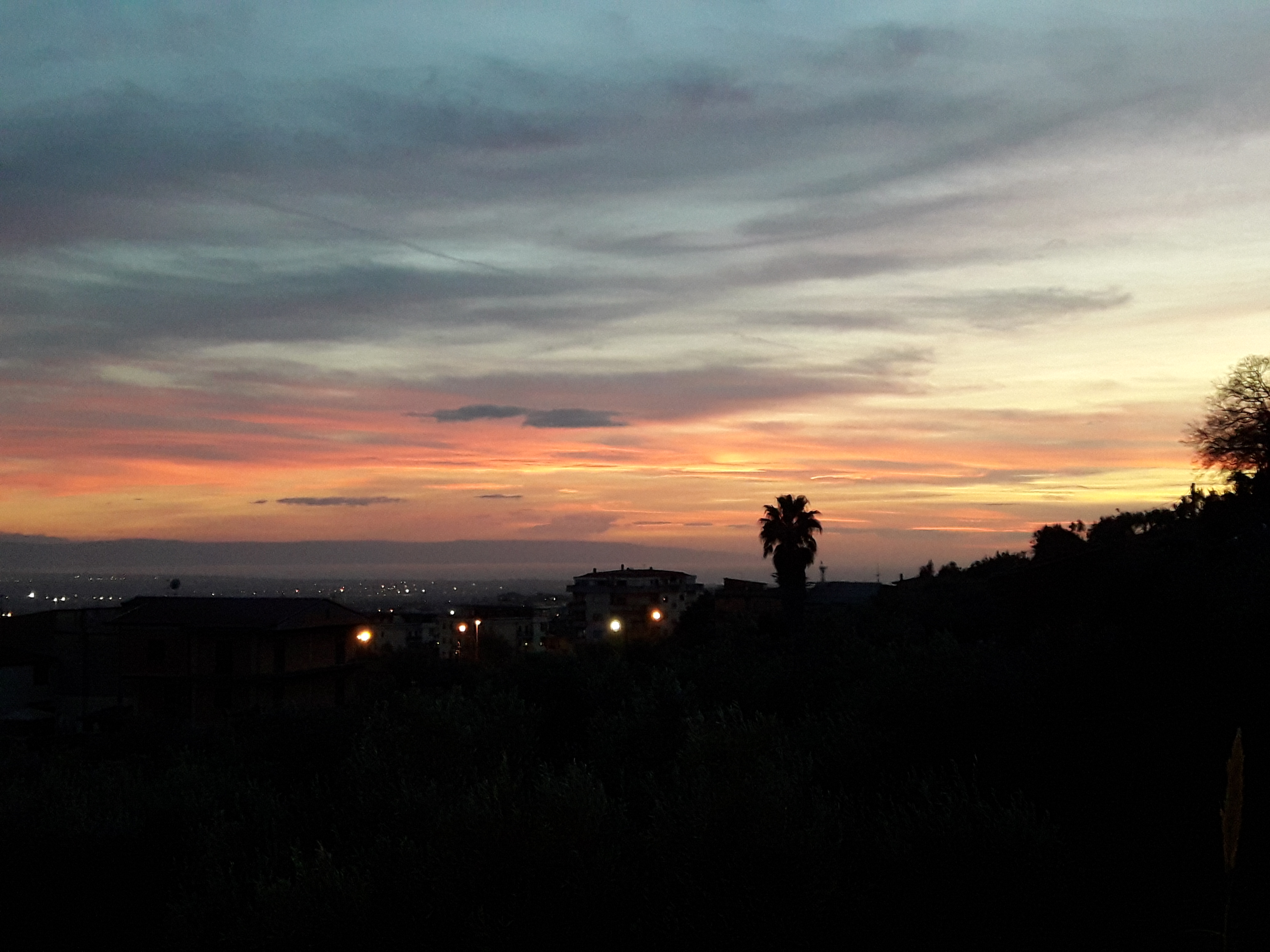
Lamezia Terme. Tramonto sul Golfo di S. Eufemia
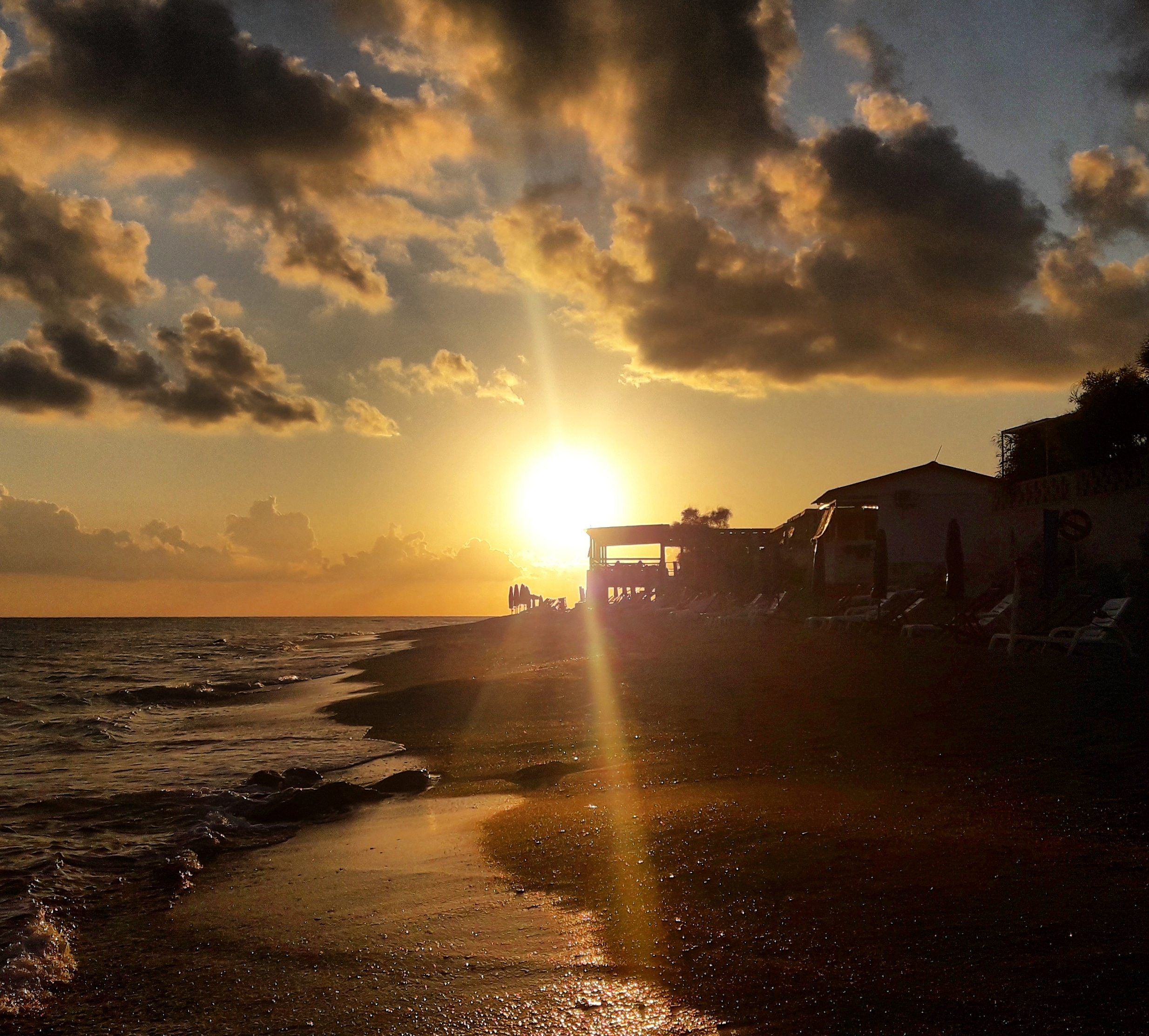
Spiaggia di Gizzeria
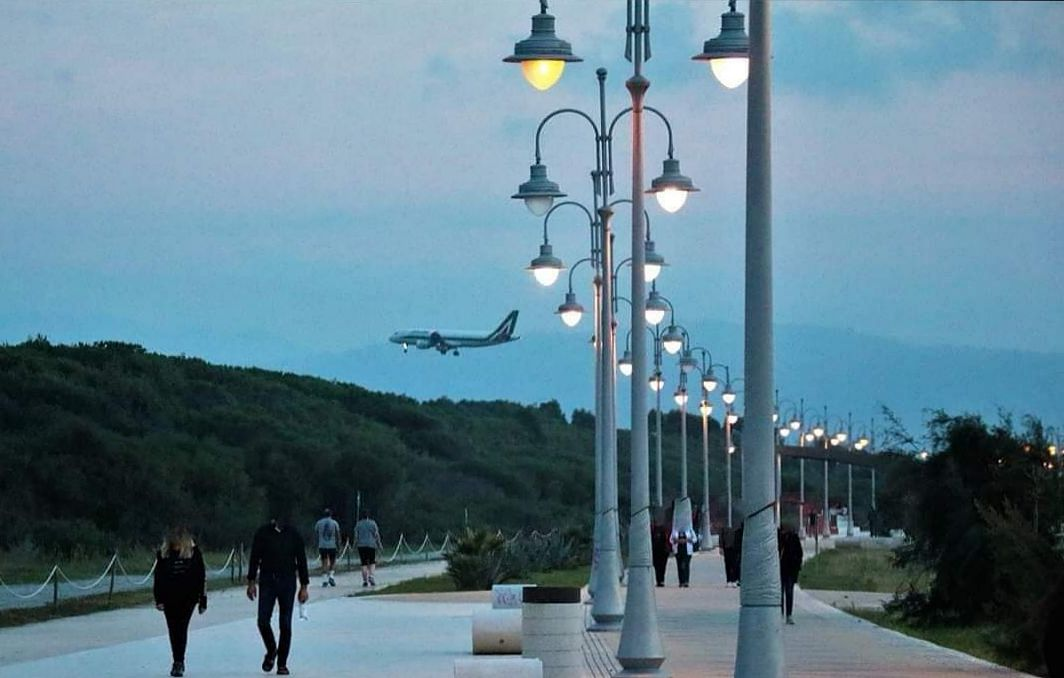
Lungomare Falcone Borsellino, Lamezia Terme. Aereo in arrivo presso Aeroporto Internazionale di Lamezia Terme
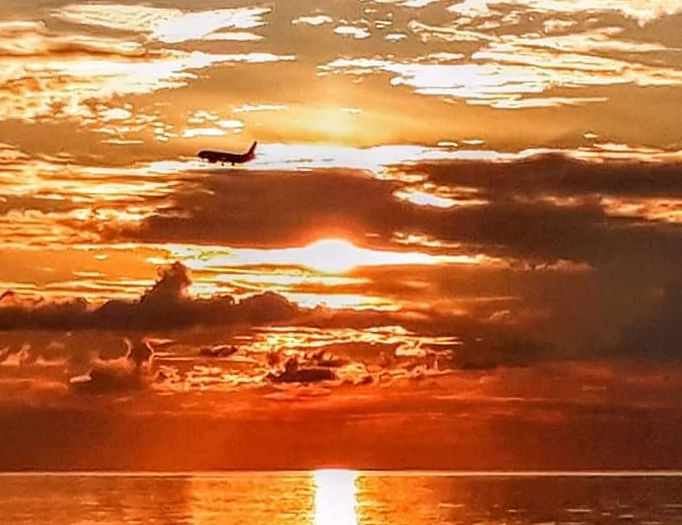
Aereo in arrivo al tramonto. Golfo di S. Eufemia
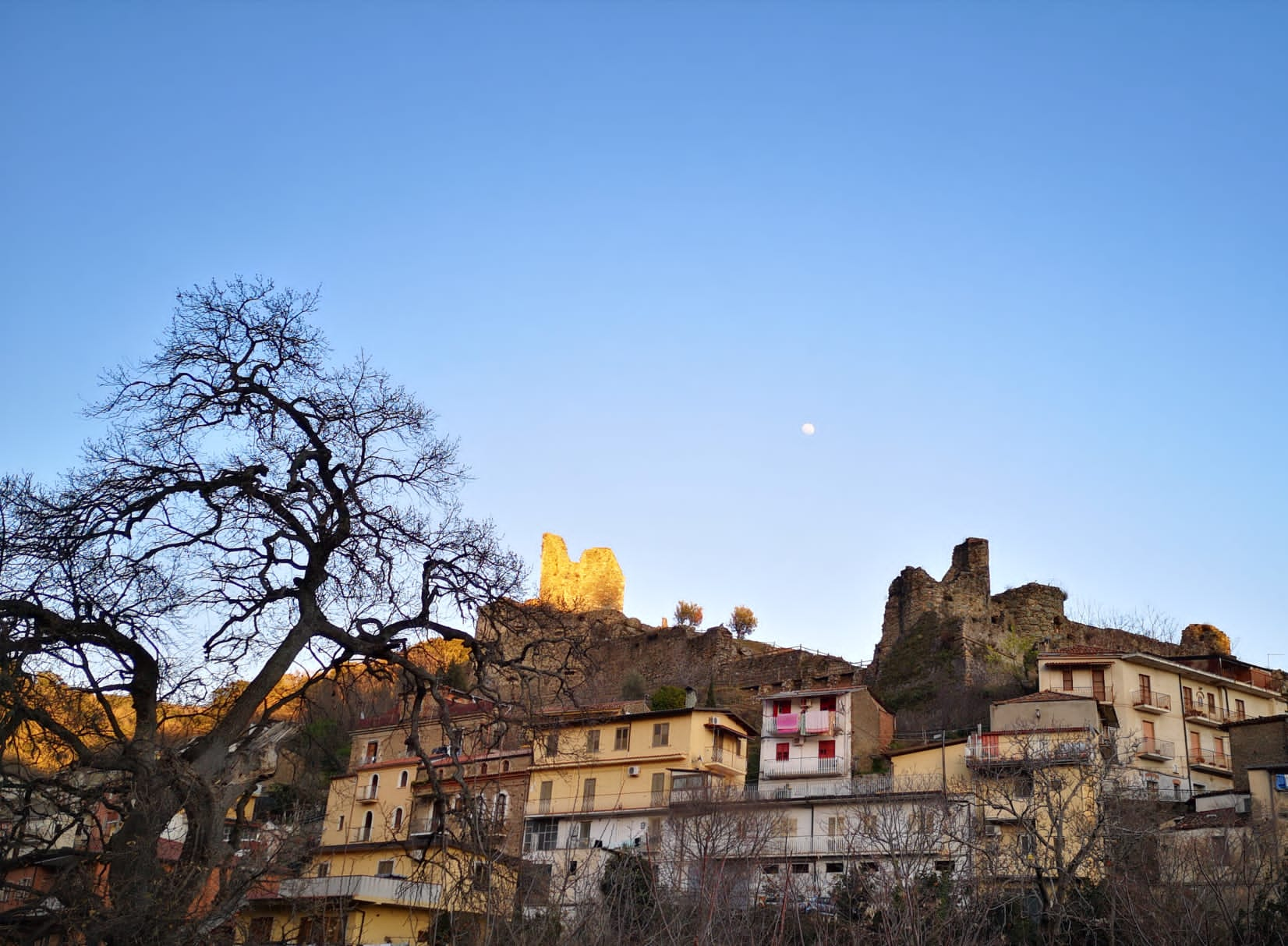
Castello Normanno Svevo di Nicastro, quartiere di San Teodoro, Lamezia Terme
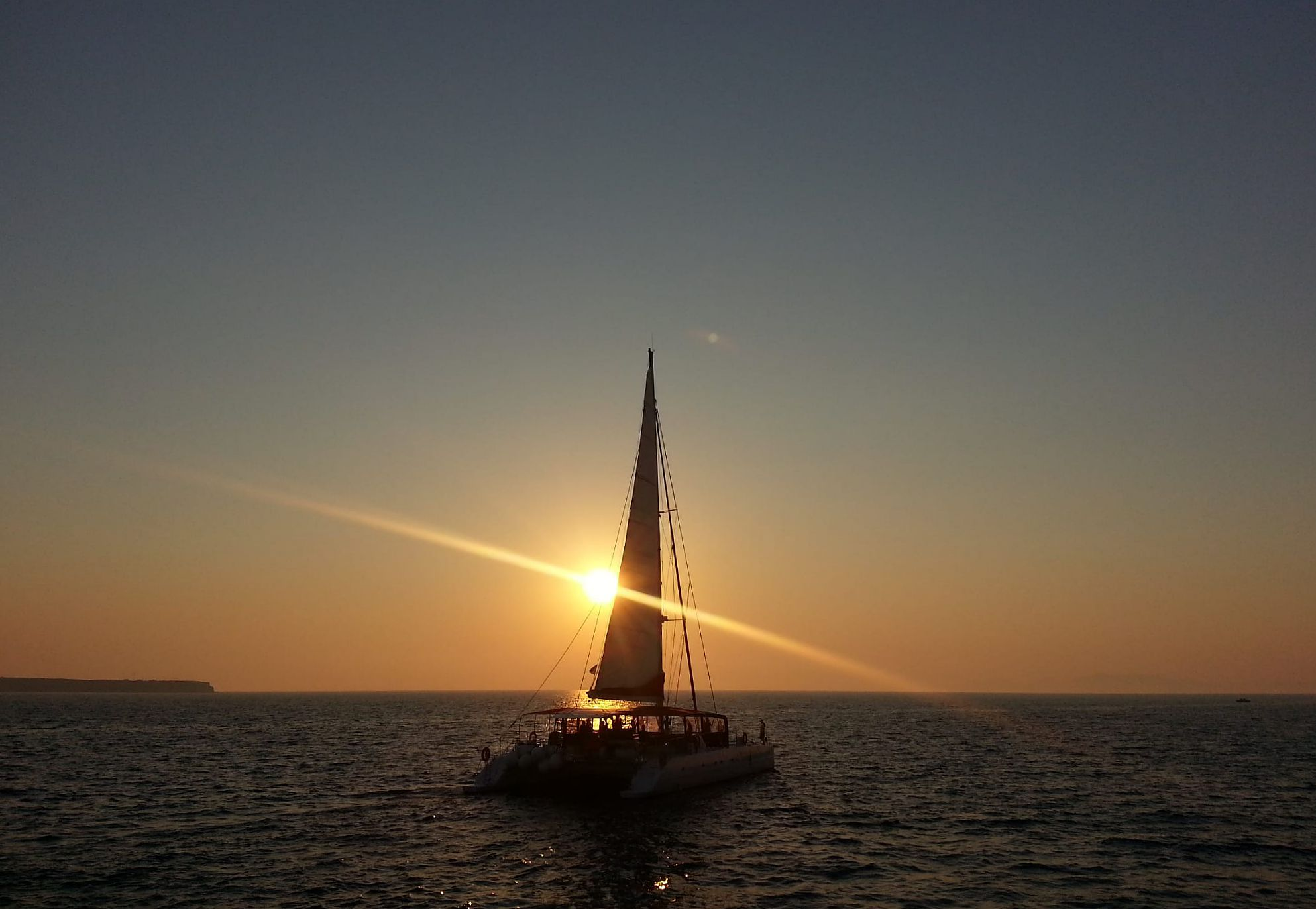
Riviera dei Tramonti
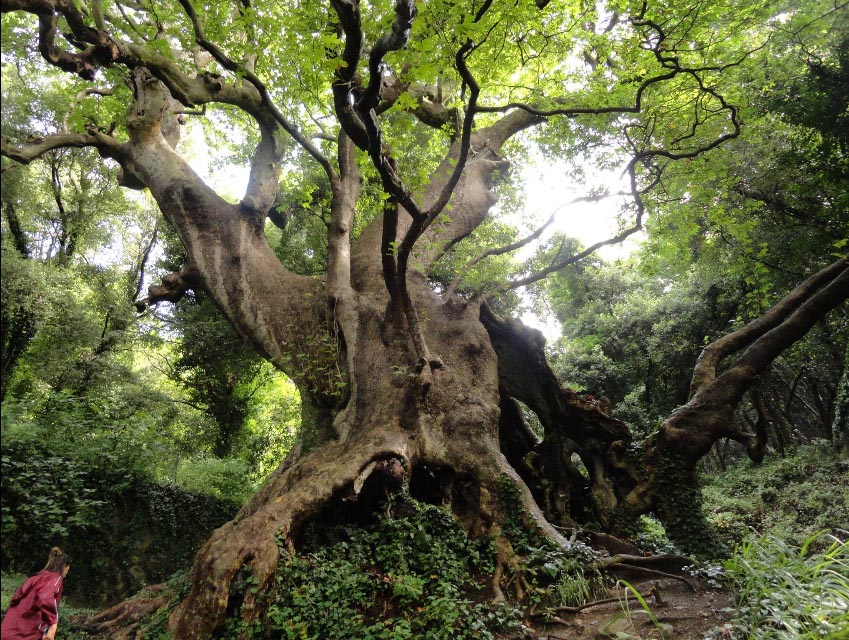
Platano millenario. Curinga
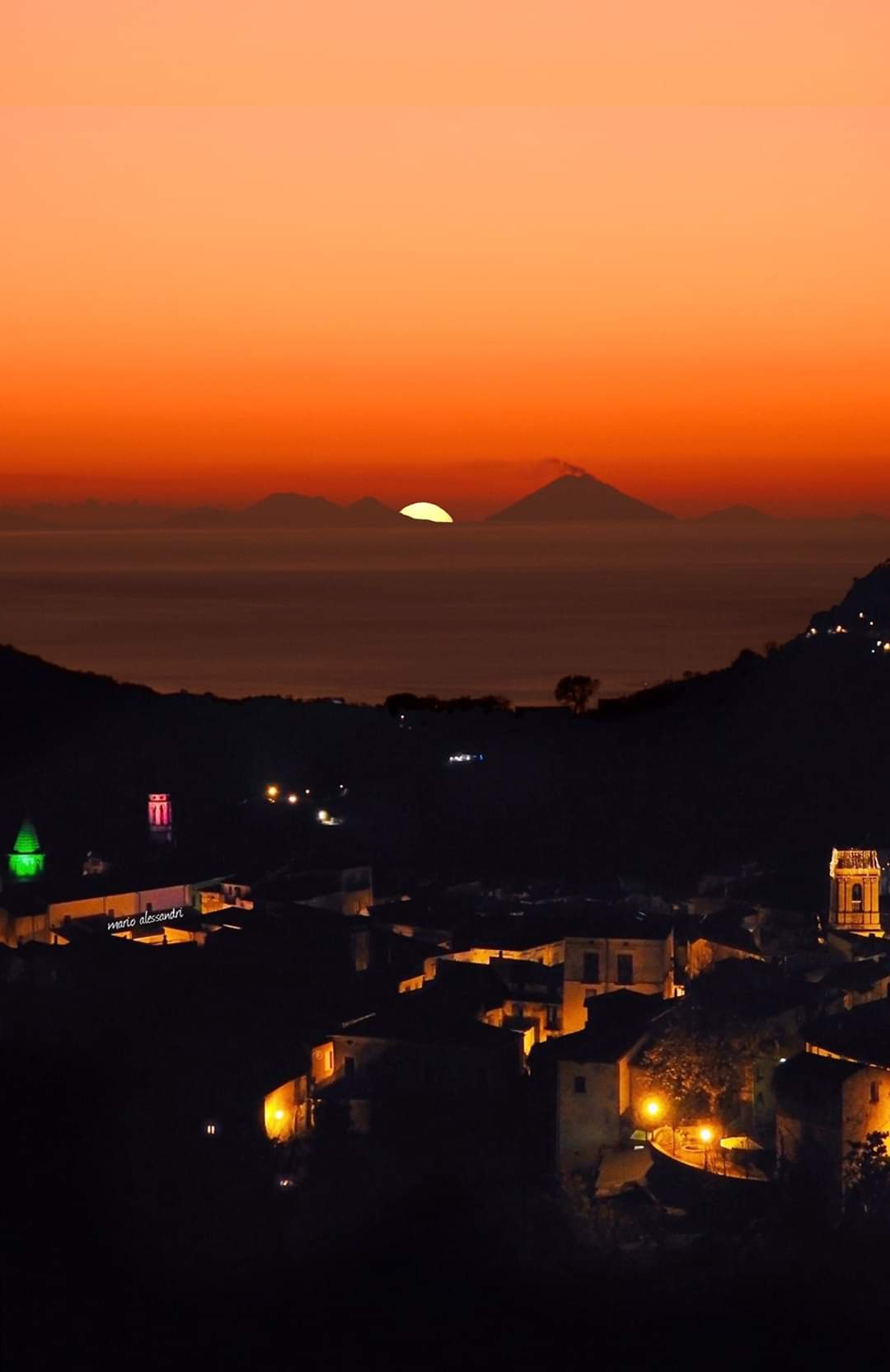
Riviera dei Tramonti. Vista sulle Isole Eolie al tramonto
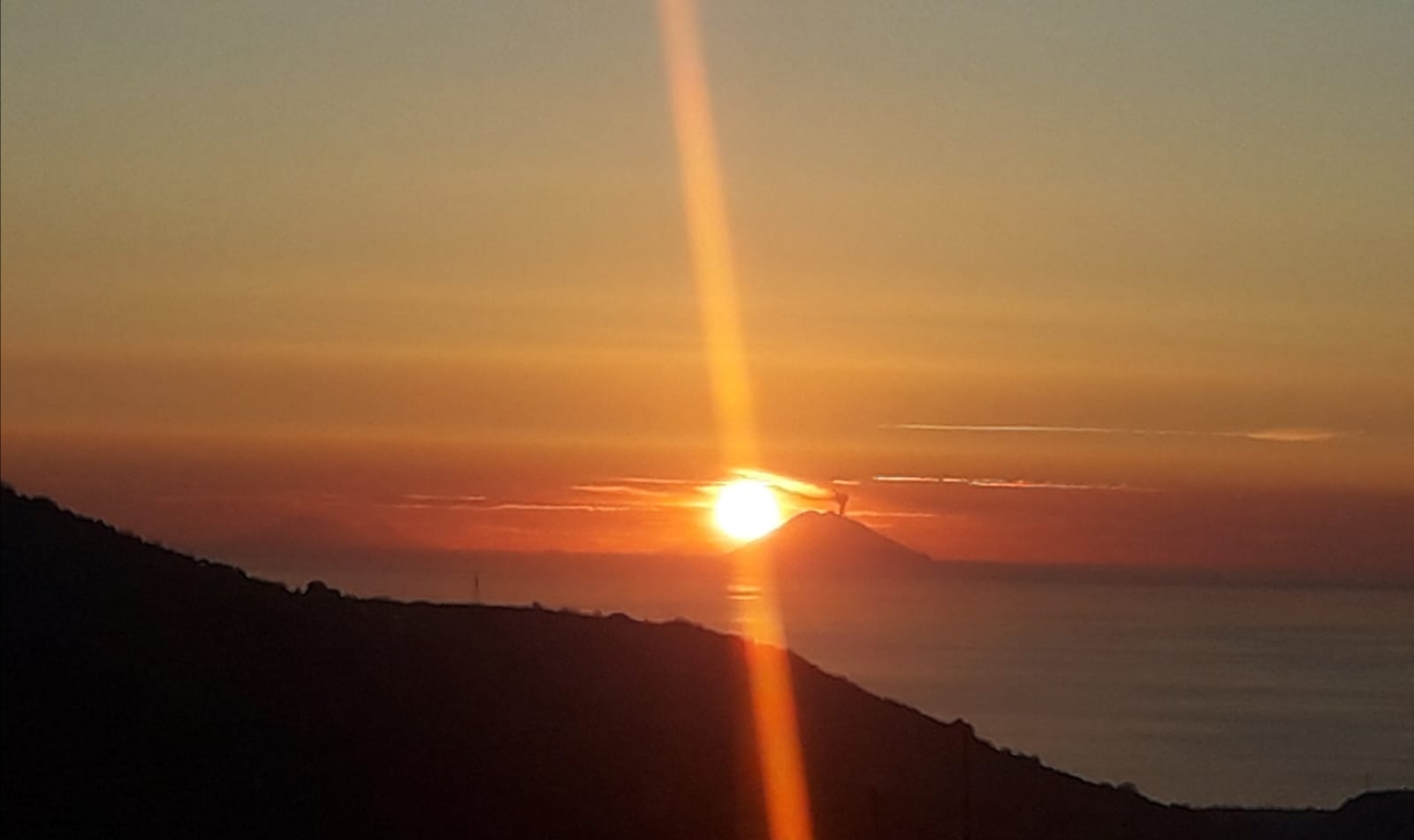
Tramonto dietro il vulcano di Stromboli, Riviera dei Tramonti